# Christian Curth
Christian Curth (* 17. März 1970 in Bad Tölz) ist ein ehemaliger deutscher Eishockeyspieler (Verteidiger), der seine Karriere in der Saison 2005/06 beim EHC München beendete.

## Karriere
Seinen ersten Einsatz in der 2. Bundesliga hatte Curth in der Saison 1987/88 beim EC Bad Tölz in einer Saison, in der er meistens bei den Junioren eingesetzt wurde. Den Tölzern blieb er bis zur Saison 1989/90 treu und wurde bis dahin vermehrt im Bundesligateam eingesetzt, hatte aber auch noch vereinzelte Einsätze bei den Junioren.
In den Jahren 1990 bis 1993 spielte Curth für die Adler Mannheim in der 1. Bundesliga, bevor er zur Saison 1993/94 zu den Augsburger Panthern wechselte, mit denen er den Zweitligameistertitel holte und mit denen er ein Jahr später in der Deutschen Eishockey Liga spielte. Nach einem Jahr mit den Augsburger Panthern in der neu gegründeten DEL wechselte er zu Beginn der Saison 1995/96 zum Ligakonkurrenten Hannover Turtles.
Nach einer durchaus erfolgreichen Saison in Hannover unterschrieb Curth einen Vertrag für die Saison 1996/97 bei den Nürnberg Ice Tigers, für die er auch in der Saison 1997/98 auf dem Eis stand. Nürnberg war seine letzte Station in der DEL, bevor er zur Saison 1998/99 zu seinem Heimatverein nach Tölz in die 2. Bundesliga zurückkehrte, für die er bis zur Saison 2004/05 spielte, bevor er beim EHC München einen Vertrag für die Saison 2005/06 unterschrieb.
Beim EHC München machte er allerdings nur neun Spiele und verletzte sich, woraufhin er seine aktive Karriere beendete.

## Karrierestatistik
(Legende zur Spielerstatistik: Sp oder GP = absolvierte Spiele; T oder G = erzielte Tore; V oder A = erzielte Assists; Pkt oder Pts = erzielte Scorerpunkte; SM oder PIM = erhaltene Strafminuten; +/− = Plus/Minus-Bilanz; PP = erzielte Überzahltore; SH = erzielte Unterzahltore; GW = erzielte Siegtore; 1 Play-downs/Relegation; Kursiv: Statistik nicht vollständig)